# Копкинское (сельское поселение)
Копкинское — упразднённое муниципальное образование со статусом сельского поселения в Селтинском районе Удмуртии Российской Федерации.
Административный центр — село Копки.

## История
Статус и границы сельского поселения установлены Законом Удмуртской Республики от 28 января 2005 года № 1-РЗ «Об установлении границ муниципальных образований и наделении соответствующим статусом муниципальных образований на территории Селтинского района Удмуртской Республики».
Законом Удмуртской Республики от 05.04.2021 № 23-РЗ к 18 апреля 2021 года было упразднено в связи с преобразованием Селтинского района в муниципальный округ.

## Население
| 2010 | 2012 | 2013 | 2014 | 2015 | 2016 | 2017 |
| ---- | ---- | ---- | ---- | ---- | ---- | ---- |
| 972  | ↘956 | ↘931 | ↘884 | ↘853 | ↘838 | ↘799 |
| 2018 | 2019 | 2020 |      |      |      |      |
| ↘769 | ↘739 | ↘702 |      |      |      |      |

## Состав сельского поселения
| №  | Населённый пункт | Тип населённого пункта       | Население |
| -- | ---------------- | ---------------------------- | --------- |
| 1  | Аманы            | деревня                      | ↗1        |
| 2  | Андреевцы        | село                         | →0        |
| 3  | Ботино           | деревня                      | ↗9        |
| 4  | Копки            | село, административный центр | ↗569      |
| 5  | Копкинский       | выселок                      | →14       |
| 6  | Кучер-Копки      | деревня                      | →49       |
| 7  | Кырчим-Копки     | деревня                      | ↘21       |
| 8  | Рысаи            | деревня                      | ↘57       |
| 9  | Старые Копки     | деревня                      | →8        |
| 10 | Усайгурт         | деревня                      | ↗1        |
| 11 | Уть-Сюмси        | село                         | ↘217      |
| 12 | Уть-Сюмсинский   | выселок                      | ↘8        |
| 13 | Федоры           | деревня                      | ↗2        |